# David Kampa
David Kampa (* 9. April 1984) ist ein deutscher Volleyballspieler.

## Karriere
David Kampas Vater Ulrich absolvierte hundert Volleyball-Länderspiele und seine Mutter Sabine spielte mit dem VfL Telstar Bochum in der Bundesliga. Als der Sohn gemeinsam mit seinem Bruder Lukas Kampa im Jahr auf einer Beachvolleyball-Anlage in Witten spielte, wurde er von Julius Brinks Trainer entdeckt und vom SV Bayer Wuppertal verpflichtet. Seit 2004 gehörte der Außenangreifer zur Bundesliga-Mannschaft des Vereins. Da er großen Wert auf sein Medizinstudium legte, wechselte er 2007 zum VC Bottrop 90 (später RWE Volleys). Zwei Jahre später schaffte er mit den Bottropern den Aufstieg in die Bundesliga. 2010 kam sein Bruder Lukas nach Bottrop. Nachdem David Kampa zwischenzeitlich als Libero zum Einsatz gekommen war, spielte er in der Saison 2011/12 unter dem neuen Trainer Igor Prieložný wieder im Außenangriff. Er konnte jedoch nicht verhindern, dass die Mannschaft in diesem Jahr sieglos aus der ersten Liga abstieg. Im Folgejahr stieg er mit den RWE Volleys als Meister der 2. Bundesliga Nord erneut in das deutsche Oberhaus auf. Im Dezember 2013 wurde den RWE Volleys Bottrop die Bundesligalizenz entzogen, weshalb Kampa zunächst vereinslos war. Er schloss sich jedoch zum Beginn der Rückrunde der Oberliga-Mannschaft seines Jugendvereins VfL Telstar Bochum an. Seit Februar 2015 arbeitet David Kampa als Arzt in der Unfallchirurgie einer Bochumer Universitätsklinik.